# Feix de plans

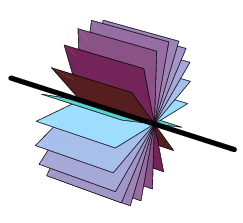
Feix de plans

En matemàtiques, un feix de plans és el conjunt de tots els plans que tenen la mateixa línia comuna. També pot ser conegut com a llapis o ventall de plans.
Quan s'estén el concepte de línia a la línia a l'infinit, es pot veure un conjunt de plans paral·lels com un feix de plans que es creuen en una línia a l'infinit. Per distingir-ho de la definició més comuna, se li pot afegir l'adjectiu paral·lel, el que dona com a resultat l'expressió: feix paral·lel de plans.